# Виноградний провулок (Київ)
Виногра́дний прову́лок — провулок у Печерському районі міста Києва, місцевість Липки. Пролягає від вулиці Пилипа Орлика до тупика, де сходами з'єднується з проїздом до Інститутської вулиці.

## Історія
Провулок виник у середині XIX століття. Його назва походить від виноградного саду, насадженого тут у XVIII — першій чверті XIX століття. Забудова провулка належить до 1960-х років і складається з серійних багатоповерхівок, що є нетиповим для місцевості.

## Особистості
- В будинку № 1/11 жив історик КПРС, педагог, лауреат Державної премії УРСР в галузі науки і техніки Георгій Мултих.
- В будинку № 4 жив політичний діяч Олександр Ботвин, якому на фасаді будинку встановлена меморіальна дошка.